# Turmada camposa
Turmada camposa är en fjärilsart som beskrevs av Carl Plötz 1886. Turmada camposa ingår i släktet Turmada och familjen tjockhuvuden. Inga underarter finns listade i Catalogue of Life.